# Trickster (水樹奈々の曲)
「Trickster」（トリックスター）は、水樹奈々の楽曲。彼女の18枚目のシングルとして2008年10月1日にキングレコードから発売された。

## 解説
前作「STARCAMP EP」から8か月ぶりのシングルであり、前作と同じく2、3曲目の「DISCOTHEQUE」と「Trinity Cross」には『ロザリオとバンパイア』シリーズのタイアップが付いた。また、初回盤は再びクリアケース&スーパージュエル仕様となっている。
収録された3曲のうち、「Trickster」と「DISCOTHEQUE」のミュージッククリップは、自身の公式サイトを通じて期間限定で無料配信された。「Trickster」は終始モノクロトーンで激しいアップテンポなものとなっており、水樹自身「自分の声と言葉だけで音楽を表現したい。」と語っている。
もう一方の「DISCOTHEQUE」は、『ロザリオとバンパイアCAPU2』の作品イメージとオープニングアニメーションにシンクロしており、両曲の映像は対照的なものとなっている。PVでは、水樹以外の人物の顔が一切出ない覆面になっている。
作品の収録曲を決める際、作曲家の名前を伏せて聴いたデモテープの中から選んだのが「Trickster」だった。「DISCOTHEQUE」冒頭部分の掛け声は、作曲担当の上松が、ライブでみんなで叫びたい一心で提出したデモから採用されたものである。その掛け声から、曲自体を指して「ちゅるぱや」と略される。
本作でシングルとして『SECRET AMBITION』以来、3度目のオリコンチャート2位を獲得した(ちなみに、水樹が影響を受けたバンド、オアシスのアルバム「ディグ・アウト・ユア・ソウル」と同じ日に販売されただけでなく(アルバムチャートではあるが)、奇遇にも2位を記録している)。
水樹は2008年10月10日に放送された日本テレビ系列『音楽戦士 MUSIC FIGHTER』にゲスト出演し、この「Trickster」を披露した。水樹が地上波の音楽番組で自身の歌を披露したのはこれが初である（それ以前にも音楽番組に出演することはあったが、自身の歌を披露することはなかった。ただし、CSの音楽番組で歌を披露したり、デビュー前に視聴者参加の「のど自慢」番組などで歌を披露したことはあるという）。その後、2009年8月16日にNHK総合で放送された『MUSIC JAPAN 新世紀アニソンSP』では、「DISCOTHEQUE」を披露している。なお、これは2009年7月にNHKホールにてライブ収録されたものである。
2014年11月30日にNHK総合で放送された『NHKのど自慢』（岡山県備前市）では、当時高校1年生で、のちに声優、同じレーベルの歌手となる岡咲美保が、この日ゲストで出演していた水樹の「DISCOTHEQUE」を歌い、今週のチャンピオンに選ばれた。
2019年、平成アニソン大賞にて「DISCOTHEQUE」がアーティストソング賞（2000年 - 2009年）に選出された。

## 収録曲
1. Trickster [3:45] 
  - 作詞：水樹奈々、作曲・編曲：上松範康 （Elements Garden）
  - 『アニメロミックス』CM曲
  - 日本テレビ系列『音楽戦士 MUSIC FIGHTER』2008年10月度パワープレイ
  - アーケードゲーム『Dance Dance Revolution X』（本人歌唱）、『GuitarFreaks & DrumMania V7』及び『GuitarFreaks & DrumMania XG』（カバー）収録曲
2. DISCOTHEQUE （ディスコティック）[3:57] 
  - 作詞：園田凌士、作曲・編曲：上松範康 （Elements Garden）
  - テレビアニメ『ロザリオとバンパイア CAPU2』オープニングテーマ
  - 日本テレビ系列『スッキリ!!』2008年9月度エンディングテーマ
3. Trinity Cross [4:26] 
  - 作詞・作曲：志倉千代丸、編曲：藤間仁 （Elements Garden）
  - テレビアニメ『ロザリオとバンパイア CAPU2』エンディングテーマ

## 収録作品
| 曲名          | 収録作品名                                   | 作品種類           | 発売日         | 備考                  |
| ------------- | -------------------------------------------- | ------------------ | -------------- | --------------------- |
| Trickster     | ULTIMATE DIAMOND                             | オリジナルアルバム | 2009年6月3日   | 7thオリジナルアルバム |
| Trickster     | NANA MIZUKI LIVE DIAMOND×FEVER               | ライブ・ビデオ     | 2009年12月23日 | 8thライブビデオ       |
| Trickster     | NANA CLIPS 5                                 | PV集               | 2010年10月27日 | 5th PV集              |
| DISCOTHEQUE   | NANA MIZUKI LIVE DIAMOND×FEVER               | ライブ・ビデオ     | 2009年12月23日 | 8thライブビデオ       |
| DISCOTHEQUE   | NANA MIZUKI LIVE GAMES×ACADEMY               | ライブ・ビデオ     | 2010年12月22日 |                       |
| DISCOTHEQUE   | NANA MIZUKI LIVE CASTLE×JOURNEY              | ライブ・ビデオ     | 2012年5月2日   |                       |
| DISCOTHEQUE   | NANA MIZUKI LIVE GRACE -OPUS II-×UNION       | ライブ・ビデオ     | 2013年5月1日   |                       |
| DISCOTHEQUE   | NANA MIZUKI LIVE CIRCUS×CIRCUS+×WINTER FESTA | ライブ・ビデオ     | 2014年5月28日  |                       |
| DISCOTHEQUE   | NANA CLIPS 5                                 | PV集               | 2010年10月27日 | 5th PV集              |
| Trinity Cross | NANA MIZUKI LIVE DIAMOND×FEVER               | ライブ・ビデオ     | 2009年12月23日 | 8thライブビデオ       |
| Trinity Cross | NANA MIZUKI LIVE THEATER -ACOUSTIC-          | ライブ・ビデオ     | 2015年6月17日  |                       |

## 演奏参加
全曲のボーカル（コーラス）を水樹奈々が担当。
- 「Trickster」
  - ギター：masamichi 若林
  - ベース：美久月千晴
  - ドラムス：佐野康夫
  - コーラス：川村ゆみ
  - その他全ての音源、プログラミング：上松範康（Elements Garden）
- 「DISCOTHEQUE」
  - ギター：GATZ、加納望
  - トランペット：佐久間勲 & 中野勇介（バトルジャズ・ビッグバンド）
  - トロンボーン：五十嵐誠（バトルジャズ・ビッグバンド）
  - テナー・サックス：村瀬和広
  - バリトン・サックス：長島一樹（バトルジャズ・ビッグバンド）
  - コーラス：Kazco
  - ブラスアレンジ：五十嵐誠（バトルジャズ・ビッグバンド）
  - その他全ての音源、プログラミング：上松範康（Elements Garden）
- 「Trinity Cross」
  - ベース：須長和広
  - ギター：鈴木マサキ
  - ストリングス：大先生室屋ストリングス
  - その他全ての音源、プログラミング：藤間仁（Elements Garden）

## カバー
DISCOTHEQUE
- MEG - 2012年4月25日発売のアルバム『LA JAPONAISE』に収録。
- 佐咲紗花 - 2015年3月25日発売のアルバム『SAYAKAVER.』に収録。
- Pastel*Palettes［丸山彩（前島亜美）］  - ゲーム『バンドリ! ガールズバンドパーティ!』に収録（2018年9月15日追加）。2023年5月31日発売のアルバム『Pastel à la mode』でCD初収録。
- Merm4id - 2021年1月20日発売のアルバム『D4DJ Groovy Mix カバートラックス vol.1』に収録。
- 黒埼ちとせ（佐倉薫） - 2022年9月28日発売のアルバム『THE IDOLM@STER CINDERELLA MASTER Cute jewelries! 004』に収録。
- 和氣あず未 - カバーソングプロジェクト『CrosSing 9th SEASON』でカバー。2024年5月29日に「DISCOTHEQUE from CrosSing」として配信リリース。
- 白丸美兎（近藤玲奈） - ゲーム『ワールドダイスター 夢のステラリウム』に収録（2024年8月30日追加）。